# Khananda

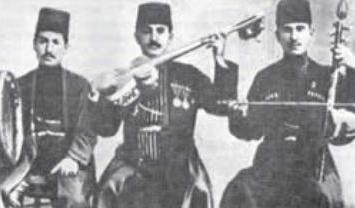
Un trio tradizionale azero mugham con khananda (a sinistra) che suona anche il daf.

Un khananda (in azero: xanəndə / خواننده, in persiano  خواننده‎; detto anche: khanende, khanande, khanandeh) è il nome con cui è generalmente inteso il cantante di mugham, un genere di musica popolare dell'Azerbaigian. Il termine è di origine persiana e significa "cantante". Quando esegue un tradizionale mugham, un khananda è accompagnato da un trio di musicisti che suonano tar, kamancheh e daf. Spesso un khananda suona anche il daf.

## Origini e sviluppo
Le origini esatte dell'arte dei khananda non sono state studiate a fondo, ma è probabile che sia emersa durante l'urbanizzazione nell'epoca medievale. Nelle città in crescita, i khananda si esibivano negli eventi organizzati dalla nobiltà, nei matrimoni, nelle fiere, nei caravanserragli e nelle case da tè. Poiché il persiano era la lingua principale della letteratura locale dell'epoca (i testi del mugham erano basati sulla poesia classica islamica), i khananda la usavano nelle loro esibizioni e quindi guadagnavano popolarità soprattutto tra l'aristocrazia. Le piccole città e gli abitanti dei villaggi, a cui la lingua persiana era aliena, preferivano la musica degli aşık (bardi che cantavano in una lingua [vernacolare], cioè azero). I khananda classici seguivano uno specifico codice di abbigliamento che includeva una čocha, un arkhalig, un cappuccio di astrakan, anelli e una cintura decorata con oro. Alcuni potevano persino decorare i loro strumenti musicali a seconda del loro stato e rilievo. I Khananda si riunivano tradizionalmente nei salotti letterari conosciuti come majlis-i khananda.
L'arte dei khananda raggiunse il suo apice tra il XIX e l'inizio del XX. A partire da questo periodo i mugham furono anche ampiamente cantati in azero - una pratica introdotta da Jabbar Garyagdioglu. Essendo la patria di gran parte dei rinomati musicisti classici dell'Azerbaigian, la città di Shusha divenne il principale centro culturale della musica popolare azera e delle arti spesso denominate "il conservatorio del Caucaso". Mentre tradizionalmente i khandada venivano addestrati privatamente, negli anni settanta del XIX secolo un khananda di Shusha, Kharrat Gulu, creò la prima scuola di mugham dove i futuri cantanti avrebbero seguito una formazione professionale. Un khananda, a cui era richiesto di avere non meno di due ottave di estensione vocale, sarebbe stato testato sulla conoscenza dei sottogeneri mugham, compresa la esibizione vocale e la conoscenza della poesia classica. Se la specializzazione di un khananda comprendeva suonare uno strumento, gli veniva richiesto di dimostrare la sua padronanza sia come solista che con accompagnamento. Un khananda che superava con successo l'esame otteneva il titolo di "ustad" ("maestro").
A partire dalla fine del XIX secolo i khananda iniziarono a recitare nei teatri azeri inserendo il mugham in rappresentazioni musicali. Negli ultimi decenni è stata introdotta, in Azerbaigian, l'esibizione di duetti khananda.